# Número altamente cototiente
En teoría de números, una rama de las matemáticas, un número altamente cototiente es un número entero {\displaystyle k} positivo que está por encima de 1 y para el que la ecuación
{\displaystyle x-\phi (x)=k}
posee más soluciones que cualquier otro entero por debajo de {\displaystyle k} y por encima de 1. Aquí, {\displaystyle \phi } es la función φ de Euler. Hay infinitas soluciones para la ecuación con
{\displaystyle k} = 1
por lo que este valor está excluido en la definición. Los primeros números altamente cototientes son:
2, 4, 8, 23, 35, 47, 59, 63, 83, 89, 113, 119, 167, 209, 269, 299, 329, 389, 419, 509, 629, 659, 779, 839, 1049 , 1169, 1259, 1469, 1649, 1679, 1889, ... (sucesión A100827 en OEIS)
Muchos de los números altamente cototientes son impares. De hecho, después de 8, todos los números enumerados arriba son impares, y después de 167 todos los números enumerados arriba son congruentes con 29 módulo 30.
El concepto es algo análogo al de número altamente compuesto. Así como hay un número infinito de números altamente compuestos, también hay un número infinito de números altamente cototientes. Los cálculos involucrados son más difíciles, puesto que la factorización de enteros se vuelve más difícil a medida que los números aumentan.

## Ejemplo
El cototiente de {\displaystyle x} se define como {\displaystyle x-\phi (x)}, es decir, el número de enteros positivos menores o iguales a {\displaystyle x} que tienen al menos un factor primo en común con {\displaystyle x}. Por ejemplo, el cototiente de 6 es 4, ya que estos cuatro enteros positivos tienen un número primo en común con 6: 2, 3, 4, 6. El cototiente de 8 también es 4, esta vez respecto a estos enteros: 2, 4, 6, 8. Hay exactamente dos números, 6 y 8, que tienen cototiente 4. Hay menos números que tienen cototiente 2 y cototiente 3 (un número en cada caso), por lo que 4 es un número altamente cototiente.
(sucesión A063740 en OEIS)
| k (los k altamente cototientes figuran en negrita) | 0 | 1 | 2 | 3 | 4 | 5 | 6 | 7 | 8 | 9 | 10 | 11 | 12 | 13 | 14 | 15 | 16 | 17 | 18 | 19 | 20 | 21 | 22 | 23 | 24 | 25 | 26 | 27 | 28 | 29 | 30 |
| Número de soluciones para x – φ(x)= k              | 1 | ∞ | 1 | 1 | 2 | 1 | 1 | 2 | 3 | 2 | 0  | 2  | 3  | 2  | 1  | 2  | 3  | 3  | 1  | 3  | 1  | 3  | 1  | 4  | 4  | 3  | 0  | 4  | 1  | 4  | 3  |

| n  | Valores de k tales que {\displaystyle k-\phi (k)=n}                        | Número de valores k tales que {\displaystyle k-\phi (k)=n} (sucesión A063740 en OEIS) |
| 0  | 1                                                                          | 1                                                                                     |
| 1  | 2, 3, 5, 7, 11, 13, 17, 19, 23, 29, 31, 37, 41, 43, 47, ... (todos primos) | ∞                                                                                     |
| 2  | 4                                                                          | 1                                                                                     |
| 3  | 9                                                                          | 1                                                                                     |
| 4  | 6, 8                                                                       | 2                                                                                     |
| 5  | 25                                                                         | 1                                                                                     |
| 6  | 10                                                                         | 1                                                                                     |
| 7  | 15, 49                                                                     | 2                                                                                     |
| 8  | 12, 14, 16                                                                 | 3                                                                                     |
| 9  | 21, 27                                                                     | 2                                                                                     |
| 10 |                                                                            | 0                                                                                     |
| 11 | 35, 121                                                                    | 2                                                                                     |
| 12 | 18, 20, 22                                                                 | 3                                                                                     |
| 13 | 33, 169                                                                    | 2                                                                                     |
| 14 | 26                                                                         | 1                                                                                     |
| 15 | 39, 55                                                                     | 2                                                                                     |
| 16 | 24, 28, 32                                                                 | 3                                                                                     |
| 17 | 65, 77, 289                                                                | 3                                                                                     |
| 18 | 34                                                                         | 1                                                                                     |
| 19 | 51, 91, 361                                                                | 3                                                                                     |
| 20 | 38                                                                         | 1                                                                                     |
| 21 | 45, 57, 85                                                                 | 3                                                                                     |
| 22 | 30                                                                         | 1                                                                                     |
| 23 | 95, 119, 143, 529                                                          | 4                                                                                     |
| 24 | 36, 40, 44, 46                                                             | 4                                                                                     |
| 25 | 69, 125, 133                                                               | 3                                                                                     |
| 26 |                                                                            | 0                                                                                     |
| 27 | 63, 81, 115, 187                                                           | 4                                                                                     |
| 28 | 52                                                                         | 1                                                                                     |
| 29 | 161, 209, 221, 841                                                         | 4                                                                                     |
| 30 | 42, 50, 58                                                                 | 3                                                                                     |
| 31 | 87, 247, 961                                                               | 3                                                                                     |
| 32 | 48, 56, 62, 64                                                             | 4                                                                                     |
| 33 | 93, 145, 253                                                               | 3                                                                                     |
| 34 |                                                                            | 0                                                                                     |
| 35 | 75, 155, 203, 299, 323                                                     | 5                                                                                     |
| 36 | 54, 68                                                                     | 2                                                                                     |
| 37 | 217, 1369                                                                  | 2                                                                                     |
| 38 | 74                                                                         | 1                                                                                     |
| 39 | 99, 111, 319, 391                                                          | 4                                                                                     |
| 40 | 76                                                                         | 1                                                                                     |
| 41 | 185, 341, 377, 437, 1681                                                   | 5                                                                                     |
| 42 | 82                                                                         | 1                                                                                     |
| 43 | 123, 259, 403, 1849                                                        | 4                                                                                     |
| 44 | 60, 86                                                                     | 2                                                                                     |
| 45 | 117, 129, 205, 493                                                         | 4                                                                                     |
| 46 | 66, 70                                                                     | 2                                                                                     |
| 47 | 215, 287, 407, 527, 551, 2209                                              | 6                                                                                     |
| 48 | 72, 80, 88, 92, 94                                                         | 5                                                                                     |
| 49 | 141, 301, 343, 481, 589                                                    | 5                                                                                     |
| 50 |                                                                            | 0                                                                                     |

## Primos
Los primeros números altamente cototientes primos son
2, 23, 47, 59, 83, 89, 113, 167, 269, 389, 419, 509, 659, 839, 1049, 1259, 1889, 2099, 2309, 2729, 3359, 3989, 4289, 4709, 58409 , 6089, 6719, 9029, 9239, ... (sucesión A105440 en OEIS)